# Заводське (Золочівський район)
Заводське́ (до 1946 року — Фільварк) — село в Україні, у Буській міській громаді Золочівського району Львівської області. Орган місцевого самоврядування — Буська міська рада. Населення становить 1074 особи.

## Географія
Село розташоване за 68 км від обласного центру, 45 км від районного центру та 13 км від адміністративного центру міської громади. За 21 км знаходиться найближча залізнична станція Красне. На північно-західній стороні від села бере початок річка Ясеницький Рів. Поблизу села розташований Гаївський лісовий заказник.

## Населення
За даними всеукраїнського перепису населення 2001 року у селі мешкало 1074 особи.
Мова
Розподіл населення за рідною мовою за даними перепису 2001 року був наступним:
| українська | 1066 | 99,26 |
| російська  | 7    | 0,65  |
| молдовська | 1    | 0,09  |

## Історія
За поселенням закріпилася стара назва «Адами», що походить від назви поселення польських колоністів на честь пана Адама. У 1956 році на базі корморадгоспу була створена перша на Львівщині та у Західній Україні птахофабрика «Львівська», а село отримало назву — «Заводське».
1925 року в одному з будинків місцевого фільварку пана Бадені була відкрита хата-читальня товариства «Просвіта». Тоді хата-читальня налічувала близько 5 тисяч книг, до якої могли ходити жителі села. Хата-читальня як сільська культурно-освітня установа була тоді найнижчою ланкою українських просвітніх організацій, які організовували селян до культурної та господарської праці. При читальні села діяли драматичні гуртки, організовували хор, друкувалася власна газета «Народна справа». Завідувала хатою-читальнею Горишевська Я. Б. У 1970 році хату-читальню перетворили у профспілкову бібліотеку з підпорядкуванням її птахофабриці «Львівській», у приміщенні якої саме була розміщена бібліотека. Пізніше її розмістили в центрі села біля старої школи в приміщенні профспілкового будинку культури (клубу), а на посаду завідувачки бібліотеки у 1970 році була призначена Кулик-Бака М. М., яка пропрацювала на цій посаді до 2011 року.
У 1979 році бібліотеку переведено в приміщення дитячого садочку «Сонечко». Бібліотека займала три кімнати: в першій кімнаті був дитячий фонд, у другій кімнаті — читальний зал, у третій — книжковий фонд для дорослих. У 1987 році було побудовано профспілковий Будинок культури, потім Народний дім, і бібліотеку переміщують на другий поверх, де вона міститься донині, має приміщення площею 80 м², розміщено дитячий та дорослий фонди, читальний зал. Станом на 1 січня 2012 року книжковий фонд бібліотеки становив 9552 книг.
22 грудня 1992 року утворено Заводську сільську раду до складу якої увійшли села Заводське та Гаївське, які до того часу підпорядковувалися Чанизькій сільській раді.
У селі діють дошкільний навчальний заклад «Сонечко», розрахований на 56 дітей та Заводський заклад загальної середньої освіти Буської міської ради, розрахований на 143 учні.

## Пам'ятки, визначні місця
- Церква святого Андрія Первозваного. Наприкінці 1991 року утворена парафія апостола Андрія Первозваного, що нині належить до Буського деканату Львівської єпархії ПЦУ[11];
- Церква Успіння Пресвятої Богородиці. Наріжний камінь під будівництво церкви було освячено 7 жовтня 1990 року, а 28 серпня 1991 року єпископ-помічник Юліян Вороновський освятив храм на честь Успіння Пресвятої Богородиці. Храм належить до Львівської митрополії, Сокальсько-Жовківської єпархії УГКЦ[12];
- Пам'ятний хрест «Борцям за волю України»[11];
- Фігура Богородиці[11].